# Douglas O-31
El Douglas O-31 fue el primer avión monoplano de observación de ala recta de la Douglas Aircraft Company usado por el Cuerpo Aéreo del Ejército de los Estados Unidos.

## Desarrollo
Ansioso por retener su posición como principal suministrador de aviones de observación para el USAAC, Douglas desarrolló una propuesta de un sucesor monoplano de ala alta del O-2. El 7 de junio de 1930 fue firmado un contrato por dos prototipos XO-31, siendo volado el primero de ellos en diciembre del mismo año. Monoplano con alas de gaviota y recubrimiento de tela, el XO-31 tenía un esbelto fuselaje envuelto de duraluminio corrugado, similar al Thomas-Morse O-19, llevando una disposición de cabinas abiertas en tándem para piloto y observador. Disponía de un motor en V Curtiss GIV-1570-FM Conqueror de 503 kW (675 hp) y tren de aterrizaje fijo con grandes carenados en las ruedas.
El XO-31 sufría de inestabilidad lateral y se experimentaron varios tipos de empenajes, empenajes auxiliares, y timones, en un esfuerzo por solventar el problema. El segundo avión fue completado como YO-31, con un motor Curtiss V-1570-7 Conqueror con caja reductora y un empenaje alargado, capota alargada 3 pulgadas, y una hélice de dos palas y giro a derechas. Cuatro aviones YO-31A, entregados a principios de 1932, fueron radicalmente modificados con una planta alar elíptica, un nuevo ensamblaje de la cola, un fuselaje semimonocasco liso, hélice tripala, y cubierta sobre las cabinas. El avión apareció con una variedad de unidades de cola, llevando la versión final (cinco construidos), designada O-31A, un empenaje muy puntiagudo con un timón incrustado. El solitario YO-31B fue un transporte de personal desarmado, y el único YO-31C, convertido desde un Y1O-31A, tenía un tren de aterrizaje principal cantilever, y una cúpula ventral en el fuselaje, que permitía al observador el operar más efectivamente su ametralladora simple de 7,62 mm desde la posición de pie.
Se ordenaron cinco aviones de pruebas de servicio Y1O-31A en 1931, y se entregaron al USAAC en 1933, siendo designados Y1O-43. Diferían de la configuración final del O-31A por montar un ala en parasol con arriostrado por cable, y un nuevo empenaje y timón. (Ver Douglas O-43).

## Variantes
Datos de: "Aeronaves del Ejército de los EE.UU. 1908-1946" por James C. Fahey, 1946, 64pp.
XO-31
Motor Curtiss V-1570-25 Conqueror, dos construidos.
YO-31
XO-31 revisado, la longitud aumentó a 10,19 m, motor Curtiss V-1570-7 Conqueror.
YO-31A
La construcción del fuselaje cambió a una estructura semimonocasco de chapas lisas, la longitud aumentó a 10,34 m, motor Curtiss V-1570-53 Conqueror, cinco construidos. Redesignado O-31A.
YO-31B
Motor Curtiss V-1570-29 Conqueror, uno construido. Redesignado más tarde O-31B.
YO-31C
YO-31A con tren cantilever, motor Curtiss V-1570-53 Conqueror, uno convertido.
Y1O-31C
La envergadura aumentó a 14 m, ala en parasol, se convirtió en el Y1O-43, motor Curtiss V-1570-53 Conqueror, cinco construidos.

## Operadores
Estados Unidos
- Cuerpo Aéreo del Ejército de los Estados Unidos

## Especificaciones (O-31A)
Referencia datos: "United States Military Aircraft Since 1909" by F. G. Swanborough & Peter M. Bowers (Putnam New York, ISBN 0-85177-816-X) 1964, 596 pp.

### Características generales
- Tripulación: Dos
- Longitud: 10,3 m (33,9 ft)
- Envergadura: 13,9 m (45,7 ft)
- Altura: 3,6 m (11,7 ft)
- Superficie alar: 31,6 m² (340,1 ft²)
- Peso vacío: 1701,5 kg (3750,1 lb)
- Peso cargado: 2102,4 kg (4633,7 lb)
- Planta motriz: 1× motor lineal V-12 refrigerado por líquido Curtiss GIV-1570-FM (Curtiss V-1570-53 Conqueror).
  - Potencia: 447 kW (616 HP; 608 CV)

### Rendimiento
- Velocidad máxima operativa (Vno): 306 km/h (190 MPH; 165 kt) al nivel del mar
- Velocidad crucero (Vc): 270,4 km/h (168 MPH; 146 kt)
- Techo de vuelo: 6919 m (22 700 ft)
- Régimen de ascenso: 7,7 m/s (1514 ft/min)

### Armamento
- Ametralladoras: 

  - 2 Browning de 7,62 mm (una fija y una flexible)

## Aeronaves relacionadas

### Desarrollos relacionados
- Douglas O-43

### Secuencias de designación
- Secuencia O-_ (Aviones de Observación del USAAC/USAAF, 1924-1942): ← O-28 - O-29 - O-30 - O-31 - O-32 - O-33 - O-34 →